# اچ‌ام‌اس اپرویر (۱۸۰۳)
اچ‌ام‌اس اپرویر (۱۸۰۳) (به انگلیسی: HMS Epervier (1803)) یک کشتی است. این کشتی در سال ۱۸۰۲ ساخته شد.